# Liste der Kulturdenkmale in Teuchern
In der Liste der Kulturdenkmale in Teuchern sind alle Kulturdenkmale der Gemeinde Teuchern und ihrer Ortsteile aufgelistet. Grundlage ist das Denkmalverzeichnis des Landes Sachsen-Anhalt, das auf Basis des Denkmalschutzgesetzes des Landes Sachsen-Anhalt vom 21. Oktober 1991 durch das Landesamt für Denkmalpflege und Archäologie Sachsen-Anhalt erstellt und seither laufend ergänzt wurde (Stand: 31. Dezember 2024).

## Kulturdenkmale nach Ortsteilen

### Bonau
| Lage                                      | Bezeichnung    | Beschreibung | Erfassungs- nummer | Ausweisungsart | Bild           |
| ----------------------------------------- | -------------- | ------------ | ------------------ | -------------- | -------------- |
| Bonauer Straße 1 (Karte)                  | Schloss        |              | 094 87022          | Baudenkmal     | Weitere Bilder |
| Bonauer Straße 4 (Karte)                  | Bauernhof      |              | 094 87024          | Baudenkmal     | BW             |
| Bonauer Straße 18 (Karte)                 | Tagelöhnerhaus |              | 094 87026          | Baudenkmal     | BW             |
| Bonauer Straße 6, 7, 8, 9, 12, 13 (Karte) | Platz          |              | 094 87025          | Denkmalbereich | Platz          |

### Deuben
| Lage                                            | Bezeichnung        | Beschreibung    | Erfassungs- nummer | Ausweisungsart | Bild           |
| ----------------------------------------------- | ------------------ | --------------- | ------------------ | -------------- | -------------- |
| Industriestraße                                 | Industriegebiet    | Industriegebiet | 094 18859          | Baudenkmal     |                |
| Karl-Liebknecht-Straße 1 (Karte)                | Herrenhaus         | Herrenhaus      | 094 85683          | Baudenkmal     | BW             |
| Karl-Liebknecht-Straße 27 (Karte)               | Verwaltungsgebäude | Bergbaugebäude  | 094 85684          | Baudenkmal     | BW             |
| Schulstraße (Karte)                             | Feierhalle         |                 | 094 85689          | Baudenkmal     | BW             |
| Schulstraße (Karte)                             | Kirche             |                 | 094 85690          | Baudenkmal     | Weitere Bilder |
| Schulstraße 1, 2 zwischen Nr. 63 und 64 (Karte) | Wohnhaus           |                 | 094 85688          | Baudenkmal     | BW             |

### Dippelsdorf
| Lage                              | Bezeichnung | Beschreibung | Erfassungs- nummer | Ausweisungsart | Bild |
| --------------------------------- | ----------- | ------------ | ------------------ | -------------- | ---- |
| Alte Straße 3 (Karte)             | Villa       |              | 094 97710          | Baudenkmal     | BW   |
| Alte Straße 2, 3, 4, 5, 7 (Karte) | Straßenzug  |              | 094 97709          | Denkmalbereich | BW   |

### Gröben
| Lage                                                                             | Bezeichnung        | Beschreibung | Erfassungs- nummer | Ausweisungsart | Bild           |
| -------------------------------------------------------------------------------- | ------------------ | ------------ | ------------------ | -------------- | -------------- |
| Alfred-Erbes-Weg 1 (Karte)                                                       | Verwaltungsgebäude |              | 094 86940          | Baudenkmal     | BW             |
| Ernst-Thälmann-Straße 11 (Karte)                                                 | Bauernhof          |              | 094 86947          | Baudenkmal     | BW             |
| Ernst-Thälmann-Straße 14 (Karte)                                                 | Bauernhof          |              | 094 86948          | Baudenkmal     | BW             |
| Ernst-Thälmann-Straße 16 (Karte)                                                 | Bauernhof          |              | 094 86941          | Baudenkmal     | BW             |
| Friedensplatz auf einer Grünanlage (Karte)                                       | Kriegerdenkmal     |              | 094 86951          | Baudenkmal     | Kriegerdenkmal |
| Friedensplatz 20                                                                 | Bauernhof          |              | 094 86946          | Baudenkmal     |                |
| Friedensplatz 67 (Karte)                                                         | Wohnhaus           |              | 094 86950          | Baudenkmal     | BW             |
| Gröbener Schulstraße 2                                                           | Wohnhaus           |              | 094 86939          | Baudenkmal     |                |
| Gröbener Winkel 3 am westlichen Ortsrand zur Bahntrasse Weißenfels–Zeitz (Karte) | Kirche             |              | 094 86955          | Baudenkmal     | Weitere Bilder |
| Gröbener Winkel 5 (Karte)                                                        | Bauernhof          |              | 094 86952          | Baudenkmal     | BW             |
| Gröbener Winkel 13 (Karte)                                                       | Bauernhof          |              | 094 86953          | Baudenkmal     | BW             |
| Kurze Gasse 17 (Karte)                                                           | Bauernhof          |              | 094 86942          | Baudenkmal     | BW             |
| Kurze Gasse 18 (Karte)                                                           | Wohnhaus           |              | 094 86944          | Baudenkmal     | BW             |
| Kurze Gasse 19 (Karte)                                                           | Bauernhof          |              | 094 86945          | Baudenkmal     | BW             |
| Straße zur Voß nördlich der ehemaligen Brikettfabrik der Grube Voß               | Wohnhaus           |              | 094 85367          | Baudenkmal     |                |

### Gröbitz
| Lage                                                    | Bezeichnung           | Beschreibung                                      | Erfassungs- nummer | Ausweisungsart | Bild                  |
| ------------------------------------------------------- | --------------------- | ------------------------------------------------- | ------------------ | -------------- | --------------------- |
| Bergstraße 1 (Karte)                                    | Wohnhaus              |                                                   | 094 12220          | Baudenkmal     | BW                    |
| Bergstraße 3 (Karte)                                    | Kirche                |                                                   | 094 12212          | Baudenkmal     | Weitere Bilder        |
| Bergstraße 4 (Karte)                                    | Bauernhof             |                                                   | 094 12217          | Baudenkmal     | BW                    |
| Bergstraße 5 (Karte)                                    | Bauernhof             |                                                   | 094 12221          | Baudenkmal     | BW                    |
| Bergstraße 6 (Karte)                                    | Pfarrhaus             |                                                   | 094 12222          | Baudenkmal     | BW                    |
| Bergstraße 7 (Karte)                                    | Bauernhof             |                                                   | 094 12223          | Baudenkmal     | BW                    |
| Bergstraße 1, 2, 4, 5, 6, 7 (Karte)                     | Straßenzug            |                                                   | 094 80032          | Denkmalbereich | BW                    |
| Bergstraße 13, 14, 15, 16, 17, 18, 19, 20 (Karte)       | Straßenzug            |                                                   | 094 12224          | Denkmalbereich | BW                    |
| Bergstraße 24 (Karte)                                   | Wohnhaus              | Altes Brauhaus                                    | 094 12225          | Baudenkmal     | BW                    |
| Gröbitzer Hauptstraße (Karte)                           | Gedenkstätte          |                                                   | 094 12213          | Baudenkmal     | Gedenkstätte          |
| Gröbitzer Hauptstraße (Karte)                           | Martin-Luther-Denkmal | Denkmal, am 25. Juni 2015 als Denkmal ausgewiesen |                    | Kleindenkmal   | Martin-Luther-Denkmal |
| Gröbitzer Hauptstraße 5 (Karte)                         | Wohnhaus              |                                                   | 094 12214          | Baudenkmal     | BW                    |
| Gröbitzer Hauptstraße 6                                 | Bauernhof             |                                                   | 094 12215          | Baudenkmal     |                       |
| Gröbitzer Hauptstraße 8 (Karte)                         | Bauernhof             |                                                   | 094 80030          | Baudenkmal     | BW                    |
| Gröbitzer Hauptstraße 16 (Karte)                        | Wohnhaus              |                                                   | 094 66185          | Baudenkmal     | BW                    |
| Im Nautzschketal 3 (Karte)                              | Toranlage             |                                                   | 094 12226          | Baudenkmal     | BW                    |
| Im Nautzschketal 4 (Karte)                              | Bauernhof             |                                                   | 094 12227          | Baudenkmal     | BW                    |
| Marx-Engels-Platz 5 (Karte)                             | Herrenhaus            | Schloss Gröbitz                                   | 094 86677          | Baudenkmal     | Weitere Bilder        |
| Pfarrgasse 1, 2, 3, 4, 5 (Karte)                        | Straßenzug            | Straßenzug                                        | 094 12218          | Denkmalbereich | BW                    |
| Roter Weg 1, 2, 3, 4, 5, 6, 7, 8, 9, 10, 11, 12 (Karte) | Straßenzug            |                                                   | 094 12216          | Denkmalbereich | BW                    |
| Roter Weg 17                                            | Bauernhof             |                                                   | 094 12228          | Baudenkmal     |                       |

### Kistritz
| Lage                                    | Bezeichnung    | Beschreibung | Erfassungs- nummer | Ausweisungsart | Bild           |
| --------------------------------------- | -------------- | ------------ | ------------------ | -------------- | -------------- |
| Am Anger (Karte)                        | Kriegerdenkmal |              | 094 66165          | Baudenkmal     | Kriegerdenkmal |
| Am Anger 2 (Karte)                      | Bauernhof      |              | 094 66160          | Baudenkmal     | BW             |
| Am Anger 5 Nordseite des Angers (Karte) | Scheune        |              | 094 66161          | Baudenkmal     | BW             |
| Am Anger 6 (Karte)                      | Bauernhof      |              | 094 66162          | Baudenkmal     | BW             |
| Am Anger 20 (Karte)                     | Pfarrhof       |              | 094 66164          | Baudenkmal     | BW             |
| Am Anger 22 (Karte)                     | Pfarrhof       |              | 094 66163          | Baudenkmal     | BW             |
| Im Winkel 7 (Karte)                     | Bauernhof      |              | 094 66166          | Baudenkmal     | BW             |
| Im Winkel 8 (Karte)                     | Wohnhaus       |              | 094 66167          | Baudenkmal     | BW             |
| Im Winkel 9 (Karte)                     | Wohnhaus       |              | 094 66168          | Baudenkmal     | BW             |
| Im Winkel 14 (Karte)                    | Bauernhof      |              | 094 66169          | Baudenkmal     | BW             |
| Kistritzer Straße (Karte)               | Kirche         |              | 094 66170          | Baudenkmal     | Kirche         |

### Kostplatz
| Lage                 | Bezeichnung | Beschreibung | Erfassungs- nummer | Ausweisungsart | Bild      |
| -------------------- | ----------- | ------------ | ------------------ | -------------- | --------- |
| Kostplatz 3 (Karte)  | Gutshaus    |              | 094 85081          | Baudenkmal     | Gutshaus  |
| Kostplatz 5 (Karte)  | Bauernhof   |              | 094 85079          | Baudenkmal     | Bauernhof |
| Kostplatz 14 (Karte) | Wohnhaus    |              | 094 85077          | Baudenkmal     | BW        |
| Kostplatz 15 (Karte) | Bauernhof   |              | 094 85078          | Baudenkmal     | BW        |

### Krauschwitz
| Lage                      | Bezeichnung  | Beschreibung | Erfassungs- nummer | Ausweisungsart | Bild           |
| ------------------------- | ------------ | --- | ------------------ | -------------- | -------------- |
| Hufeisen 5 (Karte)        | Bauernhof    | | 094 85066          | Baudenkmal     | BW             |
| Hufeisen 6 (Karte)        | Wohnhaus     | | 094 85067          | Baudenkmal     | Wohnhaus       |
| Im Grunde/Ecke Bäckerberg | Gedenkstätte | Zwei Denkmale mit Einfriedung für die Opfer der Kriege von 1866 und 1870/71 sowie für die des Ersten Weltkrieges | 094 85076          | Baudenkmal     | Weitere Bilder |

### Krössuln
| Lage                                                     | Bezeichnung    | Beschreibung | Erfassungs- nummer | Ausweisungsart | Bild       |
| -------------------------------------------------------- | -------------- | ------------ | ------------------ | -------------- | ---------- |
| Heinichenweg südwestlich der Kirche                      | Kriegerdenkmal |              | 094 85058          | Baudenkmal     |            |
| Heinichenweg östlich des Kriegerdenkmals (Karte)         | Sühnekreuz     |              | 094 85055          | Baudenkmal     | Sühnekreuz |
| Heinichenweg 60 am nördlichen Ortsrand auf Hügel (Karte) | Kirche         |              | 094 85051          | Baudenkmal     | Kirche     |
| Hugo-Grana-Straße 25 (Karte)                             | Bauernhof      |              | 094 85064          | Baudenkmal     | BW         |
| Hugo-Grana-Straße 26 (Karte)                             | Bauernhof      |              | 094 85065          | Baudenkmal     | BW         |
| Hugo-Grana-Straße 28 (Karte)                             | Bauernhof      |              | 094 85062          | Baudenkmal     | BW         |
| Hugo-Grana-Straße 31 (Karte)                             | Bauernhof      |              | 094 85060          | Baudenkmal     | BW         |

### Kössuln
| Lage                        | Bezeichnung            | Beschreibung | Erfassungs- nummer | Ausweisungsart | Bild                   |
| --------------------------- | ---------------------- | ------------ | ------------------ | -------------- | ---------------------- |
| Kössulner Straße (Karte)    | Kriegerdenkmal Kössuln |              | 094 97735          | Baudenkmal     | Kriegerdenkmal Kössuln |
| Kössulner Straße 11 (Karte) | Bauernhof              |              | 094 97731          | Baudenkmal     | BW                     |
| Kössulner Straße 14 (Karte) | Wohnhaus               |              | 094 97732          | Baudenkmal     | BW                     |
| Kössulner Straße 15 (Karte) | Bauernhof              |              | 094 97733          | Baudenkmal     | BW                     |
| Kössulner Straße 16 (Karte) | Wohnhaus               |              | 094 97734          | Baudenkmal     | BW                     |

### Lagnitz
| Lage          | Bezeichnung | Beschreibung | Erfassungs- nummer | Ausweisungsart | Bild |
| ------------- | ----------- | ------------ | ------------------ | -------------- | ---- |
| Dorfstraße 8  | Mühlenhof   |              | 094 87027          | Baudenkmal     |      |
| Dorfstraße 10 | Wohnhaus    |              | 094 87028          | Baudenkmal     |      |

### Naundorf
| Lage                                         | Bezeichnung | Beschreibung  | Erfassungs- nummer | Ausweisungsart | Bild           |
| -------------------------------------------- | ----------- | ------------- | ------------------ | -------------- | -------------- |
| Dimitroffstraße 2                            | Bauernhof   |               | 094 85697          | Baudenkmal     |                |
| Naundorfer Bergstraße Kirchhof               | Grabstein   |               | 094 85696          | Baudenkmal     |                |
| Naundorfer Bergstraße 3 (Karte)              | Kirche      |               | 094 85693          | Baudenkmal     | Weitere Bilder |
| Naundorfer Bergstraße 25 (Karte)             | Wohnhaus    |               | 094 85694          | Baudenkmal     | Wohnhaus       |
| Naundorfer Bergstraße 26                     | Wohnhaus    |               | 094 85695          | Baudenkmal     |                |
| Zeitzer Straße zwischen Naundorf und Theißen | Bergwerk    | Grube Paul II | 094 85699          | Baudenkmal     |                |

### Obernessa
| Lage                                              | Bezeichnung | Beschreibung | Erfassungs- nummer | Ausweisungsart | Bild           |
| ------------------------------------------------- | ----------- | ------------ | ------------------ | -------------- | -------------- |
| Franz-Siglin-Straße (Karte)                       | Kirche      |              | 094 66153          | Baudenkmal     | Weitere Bilder |
| Kapellenende 9                                    | Wohnhaus    |              | 094 97718          | Baudenkmal     |                |
| Kapellenende 17                                   | Wohnhaus    |              | 094 97719          | Baudenkmal     |                |
| Kapellenende 20                                   | Bauernhof   |              | 094 97721          | Baudenkmal     |                |
| Kapellenende 23                                   | Wohnhaus    |              | 094 97722          | Baudenkmal     |                |
| Kapellenende 9, 10, 16, 17, 20, 22, 23            | Straßenzug  |              | 094 97716          | Denkmalbereich |                |
| Naumburger Straße 30                              | Bauernhof   |              | 094 97723          | Baudenkmal     |                |
| Naumburger Straße 73                              | Wohnhaus    |              | 094 97725          | Baudenkmal     | Wohnhaus       |
| Pegauer Straße 37                                 | Bauernhof   |              | 094 97712          | Baudenkmal     |                |
| Pegauer Straße 37, 38, 45, 46, 50, 51, 52, 54, 55 | Straßenzug  |              | 094 97711          | Denkmalbereich |                |
| Pegauer Straße 45                                 | Bauernhof   |              | 094 97713          | Baudenkmal     |                |
| Pegauer Straße 46                                 | Bauernhof   |              | 094 97714          | Baudenkmal     |                |
| Pegauer Straße 51                                 | Bauernhof   |              | 094 97715          | Baudenkmal     |                |

### Oberschwöditz
| Lage                                  | Bezeichnung | Beschreibung | Erfassungs- nummer | Ausweisungsart | Bild |
| ------------------------------------- | ----------- | ------------ | ------------------ | -------------- | ---- |
| Oberschwöditz Brücke über den Maibach | Brücke      |              | 094 66118          | Baudenkmal     |      |
| Oberschwöditz 1                       | Bauernhof   |              | 094 66113          | Baudenkmal     |      |
| Oberschwöditz 2                       | Bauernhof   |              | 094 66114          | Baudenkmal     |      |
| Oberschwöditz 3                       | Toranlage   |              | 094 66115          | Baudenkmal     |      |
| Oberschwöditz 9                       | Toranlage   |              | 094 66116          | Baudenkmal     |      |
| Oberschwöditz 12                      | Bauernhof   |              | 094 66117          | Baudenkmal     |      |

### Plennschütz
| Lage                                 | Bezeichnung | Beschreibung | Erfassungs- nummer | Ausweisungsart | Bild           |
| ------------------------------------ | ----------- | ------------ | ------------------ | -------------- | -------------- |
| An der Kirche 2 parkähnlicher Garten | Pfarrhaus   |              | 094 12205          | Baudenkmal     |                |
| An der Kirche 7 (Karte)              | Kirche      |              | 094 12202          | Baudenkmal     | Weitere Bilder |

### Plotha
| Lage | Bezeichnung    | Beschreibung | Erfassungs- nummer | Ausweisungsart | Bild           |
| --- | -------------- | ------------ | ------------------ | -------------- | -------------- |
| (Karte) | Kriegerdenkmal |              | 094 12209          | Baudenkmal     | Kriegerdenkmal |
| (Karte) | Rittergut      |              | 094 12207          | Baudenkmal     | Rittergut      |
| Thomas-Müntzer-Straße am Ortseingang                                                                                                 | Keller         |              | 094 12210          | Baudenkmal     |                |
| Thomas-Müntzer-Straße 2, 3, 4, 5, 6, 7, 8, 8b, 9, 10, 12, 14, 15, 16, 17, 18, 19, 20, 21, 22, 23, 24, 25, 27, 29, 31, 33, 35 (Karte) | Straßenzug     |              | 094 12211          | Denkmalbereich | Straßenzug     |

### Prittitz
| Lage                                                               | Bezeichnung | Beschreibung | Erfassungs- nummer | Ausweisungsart | Bild           |
| ------------------------------------------------------------------ | ----------- | ------------ | ------------------ | -------------- | -------------- |
| (Karte)                                                            | Kirche      |              | 094 12244          | Denkmalbereich | Weitere Bilder |
| Koordinaten fehlen! Hilf mit.                                      | Feierhalle  |              | 094 12237          | Baudenkmal     |                |
| Am Berg 7                                                          | Pfarrhaus   |              | 094 12241          | Baudenkmal     |                |
| Am Berg 1, 2, 3, 4, 5, 7                                           | Straßenzug  |              | 094 12240          | Denkmalbereich |                |
| Bergstraße 1, 2, 3, 4, 5, 6, 8, 10, 11, 12, 13, 14, 15, 16 (Karte) | Straßenzug  |              | 094 12242          | Denkmalbereich | Straßenzug     |
| Straße der Technik 1, 2, 3, 4, 5, 6, 7, 8, 9, 10, 11, 13, 15, 17   | Straßenzug  |              | 094 12243          | Denkmalbereich |                |
| Teichstraße 2                                                      | Bauernhof   |              | 094 12239          | Baudenkmal     |                |
| Waldweg 3                                                          | Bauernhof   | Bauernhof    | 094 12236          | Baudenkmal     |                |
| Weißenfelser Straße 32                                             | Bauernhof   | Bauernhof    | 094 12246          | Baudenkmal     |                |
| Weißenfelser Straße 49 (Karte)                                     | Mühle       |              | 094 12238          | Baudenkmal     | Mühle          |

### Reußen
| Lage                                                         | Bezeichnung        | Beschreibung | Erfassungs- nummer | Ausweisungsart | Bild |
| ------------------------------------------------------------ | ------------------ | ------------ | ------------------ | -------------- | ---- |
| Reußener Straße südlich zwischen Bergstraße Nr. 1 und Nr. 23 | Brücke             |              | 094 85090          | Baudenkmal     |      |
| Reußener Straße                                              | Straße             |              | 094 86570          | Baudenkmal     |      |
| Reußener Straße 1                                            | Wohnhaus           |              | 094 85089          | Baudenkmal     |      |
| Reußener Straße 3                                            | Wohnhaus           |              | 094 85085          | Baudenkmal     |      |
| Reußener Straße 4                                            | Bauernhof          |              | 094 85084          | Baudenkmal     |      |
| Reußener Straße 9                                            | Wirtschaftsgebäude |              | 094 85083          | Baudenkmal     |      |
| Reußener Straße 13                                           | Bauernhof          |              | 094 87046          | Baudenkmal     |      |
| Reußener Straße 16                                           | Bauernhof          |              | 094 85088          | Baudenkmal     |      |
| Reußener Straße 23                                           | Bauernhof          |              | 094 85087          | Baudenkmal     |      |

### Runthal
| Lage            | Bezeichnung | Beschreibung | Erfassungs- nummer | Ausweisungsart | Bild |
| --------------- | ----------- | ------------ | ------------------ | -------------- | ---- |
| Bachweg 4       | Bauernhof   |              | 094 86960          | Baudenkmal     |      |
| Bachweg 5       | Mühle       |              | 094 86961          | Baudenkmal     |      |
| Bachweg 25 b    | Bauernhaus  |              | 094 86962          | Baudenkmal     |      |
| Hauptstraße 14  | Bauernhof   |              | 094 86957          | Baudenkmal     |      |
| Hauptstraße 30  | Bauernhaus  |              | 094 86958          | Baudenkmal     |      |
| Hauptstraße 34  | Wohnhaus    |              | 094 86959          | Baudenkmal     |      |
| Hauptstraße 8 a | Bauernhaus  |              | 094 86956          | Baudenkmal     |      |

### Schelkau
| Lage                                                | Bezeichnung | Beschreibung     | Erfassungs- nummer | Ausweisungsart | Bild           |
| --------------------------------------------------- | ----------- | ---------------- | ------------------ | -------------- | -------------- |
| Schelkauer Straße 3                                 | Bauernhof   |                  | 094 87014          | Baudenkmal     |                |
| Schelkauer Straße 4                                 | Bauernhaus  |                  | 094 87015          | Baudenkmal     |                |
| Schelkauer Straße 6 nördlich des Dorfteichs (Karte) | Kirche      |                  | 094 87013          | Baudenkmal     | Weitere Bilder |
| Schelkauer Straße 7                                 | Bauernhof   |                  | 094 87016          | Baudenkmal     |                |
| Schelkauer Straße 16                                | Bauernhof   |                  | 094 87017          | Baudenkmal     |                |
| Schelkauer Straße 17                                | Gasthof     | Schellbach-Perle | 094 87019          | Baudenkmal     |                |
| Schelkauer Straße 18                                | Bauernhof   |                  | 094 87020          | Baudenkmal     |                |
| Schelkauer Straße 19                                | Bauernhof   |                  | 094 87021          | Baudenkmal     |                |
| Schelkauer Straße 9, 11, 12, 13, 14, 29             | Platz       |                  | 094 87018          | Denkmalbereich |                |

### Schortau
| Lage        | Bezeichnung    | Beschreibung | Erfassungs- nummer | Ausweisungsart | Bild |
| ----------- | -------------- | ------------ | ------------------ | -------------- | ---- |
| Schortau 18 | Scheune        |              | 094 81289          | Baudenkmal     |      |
| Schortau 24 | Wohnhaus       |              | 094 81288          | Baudenkmal     |      |
| Schortau 25 | Bauernhof      |              | 094 81290          | Baudenkmal     |      |
| Schortau 26 | Inschriftstein |              | 094 81287          | Baudenkmal     |      |
| Schortau 27 | Bauernhof      |              | 094 81291          | Baudenkmal     |      |
| Schortau 29 | Bauernhof      |              | 094 81285          | Baudenkmal     |      |
| Schortau 44 | Bauernhof      |              | 094 81286          | Baudenkmal     |      |

### Tackau
| Lage                                                   | Bezeichnung | Beschreibung                      | Erfassungs- nummer | Ausweisungsart | Bild       |
| ------------------------------------------------------ | ----------- | --------------------------------- | ------------------ | -------------- | ---------- |
| Bauhof 4 (Karte)                                       | Herrenhaus  | Herrenhaus des Rittergutes Tackau | 094 85691          | Baudenkmal     | Herrenhaus |
| Karl-Liebknecht-Straße 7a Kreuzung Ortsdurchfahrt B 91 | Kraftwerk   |                                   | 094 85692          | Baudenkmal     |            |

### Teuchern
| Lage | Bezeichnung                        | Beschreibung                                                             | Erfassungs- nummer | Ausweisungsart               | Bild                    |
| --- | ---------------------------------- | ------------------------------------------------------------------------ | ------------------ | ---------------------------- | ----------------------- |
| Am Bauberg 9 | Wohnhaus                           |                                                                          | 094 81199          | Baudenkmal                   |                         |
| Am Bauberg 1, 2, 3 | Häusergruppe                       |                                                                          | 094 81198          | Baudenkmal                   |                         |
| Am Bauberg 15, Goethestraße 13 | Häusergruppe                       |                                                                          | 094 81210          | Denkmalbereich               |                         |
| Am Krähenberg 10 | Wohnhaus                           |                                                                          | 094 81283          | Baudenkmal                   |                         |
| Bahnstraße 1 (Karte) | Wohn- und Geschäftshaus            |                                                                          | 094 81190          | Baudenkmal                   | Wohn- und Geschäftshaus |
| Bahnstraße 2 | Wohnhaus                           |                                                                          | 094 81191          | Baudenkmal                   |                         |
| Bahnstraße 7 | Wohnhaus                           |                                                                          | 094 81192          | Baudenkmal                   |                         |
| Bahnstraße 19 | Wohnhaus                           |                                                                          | 094 81194          | Baudenkmal                   |                         |
| Bahnstraße 21 | Wohnhaus                           |                                                                          | 094 81195          | Baudenkmal                   |                         |
| Bahnstraße 23 | Wohnhaus                           |                                                                          | 094 81196          | Baudenkmal                   |                         |
| Bahnstraße 69, 71, 73, 75, 77 | Häuserblock                        |                                                                          | 094 81197          | Baudenkmal                   |                         |
| Dammstraße 3 | Wohnhaus                           |                                                                          | 094 81201          | Baudenkmal                   |                         |
| Dammstraße 7 | Wohnhaus                           |                                                                          | 094 81202          | Baudenkmal                   |                         |
| Dammstraße 1, 2, 3, 4, 5, 6, 7, 8, 9, 10, 11                                                                                                   | Straßenzug                         |                                                                          | 094 81200          | Denkmalbereich               |                         |
| Gartenstraße 12, 13 | Häusergruppe                       |                                                                          | 094 81203          | Denkmalbereich               |                         |
| Gartenstraße 15a | Villa                              |                                                                          | 094 81204          | Baudenkmal                   |                         |
| Goethestraße 3 | Keller                             |                                                                          | 094 81207          | Baudenkmal                   |                         |
| Goethestraße 8 | Wohnhaus                           |                                                                          | 094 81209          | Baudenkmal                   |                         |
| Goethestraße 2, 2a | Wohnhaus                           |                                                                          | 094 81206          | Baudenkmal                   |                         |
| Grüner Weg, Ecke Bahnstraße (Karte) | Gedenkstein                        | Gedenkstein an die Völkerschlacht von 1813, 2017 als Denkmal ausgewiesen | 094 66218          | Kleindenkmal                 | BW                      |
| Grüner Weg 1 | Wohnhaus                           |                                                                          | 094 81213          | Baudenkmal                   |                         |
| Grüner Weg 4 | Wohnhaus                           |                                                                          | 094 81214          | Baudenkmal                   |                         |
| Grüner Weg 7 | Villa                              |                                                                          | 094 81216          | Baudenkmal                   |                         |
| Grüner Weg 6a | Wohnhaus                           |                                                                          | 094 81215          | Baudenkmal                   |                         |
| Hohe Straße 1 | Wohnhaus                           |                                                                          | 094 81211          | Baudenkmal                   |                         |
| Markt 4 | Wohnhaus                           |                                                                          | 094 81218          | Baudenkmal                   |                         |
| Markt 1, 2, 3, 4, 5, 6, 7, 8, 9, 10, 11, 12, 13, 14, 15, 16, 17, 18, 19, 20, 21 (Karte)                                                        | Platz                              |                                                                          | 094 81217          | Denkmalbereich               | Platz                   |
| Markt 11 | Wohnhaus                           |                                                                          | 094 81220          | Baudenkmal                   |                         |
| Markt 12 | Wohnhaus                           |                                                                          | 094 81221          | Baudenkmal                   |                         |
| Oberstraße 9 | Bauernhof                          |                                                                          | 094 81224          | Baudenkmal                   |                         |
| Oberstraße 14 | Wohnhaus                           |                                                                          | 094 81225          | Baudenkmal                   |                         |
| Oberstraße 2, 3, 4, 7, 9, 10, 11, 12, 13, 14                                                                                                   | Straßenzug                         |                                                                          | 094 81222          | Denkmalbereich               |                         |
| Platz an der Mühlstraße 1 Ortsmitte (Karte) | Rittergut                          | Rittergut                                                                | 094 66178          | Baudenkmal                   | Rittergut               |
| Platz an der Mühlstraße 1 | Park                               | Park                                                                     | 094 66178 001      | Teilobjekt eines Baudenkmals |                         |
| Probsteistraße 4, 5, 6, 7, 8a, 9, 11, 12, 13, 16, 17, 18                                                                                       | Straßenzug                         |                                                                          | 094 81231          | Denkmalbereich               |                         |
| Probsteistraße 17, 18 | Häusergruppe Probsteistraße 17, 18 | Häusergruppe, am 6. Mai 2015 als Denkmal ausgewiesen                     |                    | Baudenkmal                   |                         |
| Schafberg (Karte) | Kirche                             | Sankt Georg                                                              | 094 66155          | Baudenkmal                   | Weitere Bilder          |
| Schillerstraße 2 | Bauernhof                          |                                                                          | 094 81234          | Baudenkmal                   |                         |
| Schillerstraße 3 | Wohnhaus                           |                                                                          | 094 81235          | Baudenkmal                   |                         |
| Schortauer Straße 1b | Fabrik                             |                                                                          | 094 97779          | Baudenkmal                   |                         |
| Schützenstraße 11, 12, 13, 25 Ecke Dammstraße/Schützenstraße                                                                                   | Häusergruppe                       |                                                                          | 094 81236          | Denkmalbereich               |                         |
| Schützenstraße 17 | Villa                              |                                                                          | 094 81238          | Baudenkmal                   |                         |
| Schützenstraße 23 | Villa                              |                                                                          | 094 81239          | Baudenkmal                   |                         |
| Steinweg 1, 2, 3, 4, 5, 6, 7, 8, 9, 10, 11 (Karte)                                                                                             | Straßenzug                         |                                                                          | 094 81237          | Denkmalbereich               | Straßenzug              |
| Straße des Friedens 3 (Karte) | Wohnhaus                           |                                                                          | 094 81242          | Baudenkmal                   | BW                      |
| Straße des Friedens 6 (Karte) | Wohnhaus                           |                                                                          | 094 81243          | Baudenkmal                   | BW                      |
| Straße des Friedens 7 (Karte) | Wohnhaus                           |                                                                          | 094 81244          | Baudenkmal                   | BW                      |
| Straße des Friedens 1, 2, 3, 6, 7, 8, 9, 37, 38, 39, 40, 41                                                                                    | Straßenzug                         |                                                                          | 094 81241          | Denkmalbereich               |                         |
| Straße des Friedens 12 (Karte) | Wohnhaus                           |                                                                          | 094 81245          | Baudenkmal                   | BW                      |
| Straße des Friedens 21 (Karte) | Wohnhaus                           |                                                                          | 094 81246          | Baudenkmal                   | BW                      |
| Straße des Friedens 23 (Karte) | Wohnhaus                           |                                                                          | 094 81247          | Baudenkmal                   | BW                      |
| Straße des Friedens 24a (Karte) | Wohnhaus                           |                                                                          | 094 81248          | Baudenkmal                   | BW                      |
| Straße des Friedens 29a (Karte) | Wohnhaus                           |                                                                          | 094 81249          | Baudenkmal                   | BW                      |
| Straße des Friedens 30 (Karte) | Gasthof                            | Zum Grünen Baum                                                          | 094 81250          | Baudenkmal                   | BW                      |
| Straße des Friedens 32, 32a (Karte) | Wohnhaus                           |                                                                          | 094 81251          | Baudenkmal                   | BW                      |
| Straße des Friedens 33a, 33b (Karte) | Häusergruppe                       |                                                                          | 094 81252          | Denkmalbereich               | BW                      |
| Straße des Friedens 34a, 34b (Karte) | Häusergruppe                       |                                                                          | 094 81253          | Denkmalbereich               | BW                      |
| Straße des Friedens 34c (Karte) | Schule                             | Neue Schule, Zentralschule I                                             | 094 97780          | Baudenkmal                   | BW                      |
| Straße des Friedens 35 (Karte) | Kino                               | Schauburg                                                                | 094 81255          | Baudenkmal                   | BW                      |
| Straße des Friedens 37 (Karte) | Wohnhaus                           |                                                                          | 094 81256          | Baudenkmal                   | BW                      |
| Straße des Friedens 38 (Karte) | Wohnhaus                           |                                                                          | 094 81257          | Baudenkmal                   | BW                      |
| Straße des Friedens 39 (Karte) | Wohnhaus                           |                                                                          | 094 81258          | Baudenkmal                   | BW                      |
| Unterm Berge 1 (Karte) | Pfarrhaus                          |                                                                          | 094 81259          | Baudenkmal                   | BW                      |
| Unterm Berge 14 (Karte) | Wohnhaus                           |                                                                          | 094 81261          | Baudenkmal                   | BW                      |
| Unterm Berge 14, 15, 16, 17, 18, 19, 20, 21, 23, 24, 25, 26, 27, 28, 29, 30, 32, 33, 34, 35, 35a, 36 und benachbartes ehem. Wirtschaftsgebäude | Straßenzug                         |                                                                          | 094 81260          | Denkmalbereich               |                         |
| Unterm Berge 20 (Karte) | Wohnhaus                           |                                                                          | 094 81267          | Baudenkmal                   | BW                      |
| Unterm Berge 23 (Karte) | Wohnhaus                           |                                                                          | 094 81269          | Baudenkmal                   | BW                      |
| Unterm Berge 26 (Karte) | Wohnhaus                           |                                                                          | 094 81272          | Baudenkmal                   | BW                      |
| Unterm Berge 36 (Karte) | Bauernhof                          |                                                                          | 094 81276          | Baudenkmal                   | BW                      |
| Unterm Berge 38 Ecke Steinweg (Karte) | Schule                             | Schule am Steinweg                                                       | 094 66184          | Baudenkmal                   | BW                      |
| Weinbergstraße 1 | Wohnhaus                           |                                                                          | 094 81278          | Baudenkmal                   |                         |
| Weinbergstraße 6 | Tagelöhnerhaus                     |                                                                          | 094 81279          | Baudenkmal                   |                         |
| Weinbergstraße 7 | Tagelöhnerhaus                     |                                                                          | 094 81280          | Baudenkmal                   |                         |
| Weinbergstraße 8, 9 | Tagelöhnerhaus                     |                                                                          | 094 97781          | Baudenkmal                   |                         |

### Trebnitz
| Lage                                      | Bezeichnung                                  | Beschreibung                                                 | Erfassungs- nummer | Ausweisungsart | Bild           |
| ----------------------------------------- | -------------------------------------------- | ------------------------------------------------------------ | ------------------ | -------------- | -------------- |
| Gaumnitzer Straße 17                      | Wohnhaus                                     |                                                              | 094 66130          | Baudenkmal     |                |
| Teucherner Straße/Alte Teucherner Straße  | Denkmal für die Gefallenen des 1. Weltkriegs | Kriegerdenkmal, am 12. November 2015 als Denkmal ausgewiesen |                    | Kleindenkmal   |                |
| Teucherner Straße 138 (Karte)             | Kirche                                       |                                                              | 094 66119          | Baudenkmal     | Weitere Bilder |
| Trebnitzer Dorfstraße 2                   | Wohn- und Geschäftshaus                      |                                                              | 094 66124          | Baudenkmal     |                |
| Trebnitzer Dorfstraße 6                   | Bauernhof                                    |                                                              | 094 86597          | Baudenkmal     |                |
| Trebnitzer Dorfstraße 1, 3, 7             | Häusergruppe                                 |                                                              | 094 66125          | Denkmalbereich |                |
| Trebnitzer Dorfstraße 12                  | Wohnhaus                                     |                                                              | 094 66123          | Baudenkmal     |                |
| Trebnitzer Dorfstraße 18                  | Pfarrhaus                                    |                                                              | 094 66128          | Baudenkmal     |                |
| Trebnitzer Dorfstraße 19                  | Wohnhaus                                     |                                                              | 094 66126          | Baudenkmal     |                |
| Trebnitzer Dorfstraße 20 (Karte)          | Wohnhaus                                     |                                                              | 094 66120          | Baudenkmal     | Wohnhaus       |
| Trebnitzer Dorfstraße 6, 8, 12, 14        | Straßenzeile                                 |                                                              | 094 66122          | Baudenkmal     |                |
| Vater-Jahn-Straße 110, 112, 113, 114, 115 | Siedlung                                     |                                                              | 094 66129          | Baudenkmal     |                |

### Unternessa
| Lage                                                                    | Bezeichnung  | Beschreibung                         | Erfassungs- nummer | Ausweisungsart | Bild           |
| ----------------------------------------------------------------------- | ------------ | ------------------------------------ | ------------------ | -------------- | -------------- |
| Dorfstraße (Karte)                                                      | Kirche       | St. Othmar                           | 094 66154          | Baudenkmal     | Weitere Bilder |
| Dorfstraße 1 nordwestlicher Ortsrand (Karte)                            | Rittergut    |                                      | 094 97704          | Baudenkmal     | BW             |
| Dorfstraße 7                                                            | Bauernhof    |                                      | 094 97694          | Baudenkmal     |                |
| Dorfstraße 9                                                            | Bauernhaus   |                                      | 094 97695          | Baudenkmal     |                |
| Dorfstraße 10                                                           | Bauernhof    |                                      | 094 97696          | Baudenkmal     |                |
| Dorfstraße 15                                                           | Bauernhaus   |                                      | 094 97697          | Baudenkmal     |                |
| Dorfstraße 35                                                           | Gasthof      | Gasthof zu Unternessa                | 094 97699          | Baudenkmal     |                |
| Dorfstraße 36                                                           | Bauernhof    |                                      | 094 97700          | Baudenkmal     |                |
| Dorfstraße 37                                                           | Gasthof      | Gasthof und Fleischerei Kurt Roßberg | 094 97701          | Baudenkmal     |                |
| Dorfstraße 39 a                                                         | Bauernhof    |                                      | 094 97702          | Baudenkmal     |                |
| Dorfstraße 42 (Karte)                                                   | Pfarrhaus    |                                      | 094 97703          | Baudenkmal     | Pfarrhaus      |
| Dorfstraße 7, 8, 9, 10, 11, 12, 32, 33, 34, 35, 36, 37, 38, 39a, 40, 42 | Straßenzug   |                                      | 094 97693          | Denkmalbereich |                |
| Nessaer Winkel 16                                                       | Bauernhof    |                                      | 094 97706          | Baudenkmal     |                |
| Nessaer Winkel 16, 17, 18, 19, 19a, 20, 21                              | Straßenzug   |                                      | 094 97705          | Denkmalbereich |                |
| Nessaer Winkel 20                                                       | Bauernhof    |                                      | 094 97707          | Baudenkmal     |                |
| Nessaer Winkel 21                                                       | Bauernhaus   |                                      | 094 97708          | Baudenkmal     |                |
| Schulwinkel 3                                                           | Bauernhof    |                                      | 094 97690          | Baudenkmal     |                |
| Schulwinkel 5                                                           | Bauernhaus   |                                      | 094 97691          | Baudenkmal     |                |
| Schulwinkel 6                                                           | Bauernhaus   |                                      | 094 97692          | Baudenkmal     |                |
| Schulwinkel 3, 4, 5, 6 (Karte)                                          | Straßenzeile |                                      | 094 97689          | Denkmalbereich | Straßenzeile   |

### Wernsdorf
| Lage | Bezeichnung  | Beschreibung                                    | Erfassungs- nummer | Ausweisungsart | Bild         |
| --- | ------------ | ----------------------------------------------- | ------------------ | -------------- | ------------ |
| B 91 ca. 200 m südöstlich des Abzweiges nach Kössuln bzw. 800 m südöstlich des Abzweigs nach Nessa, südwestliche Straßenseite (Karte)                         | Distanzstein | Preußischer Ganzmeilenstein, Obelisk - 816      | 094 66135          | Baudenkmal     | Distanzstein |
| B 91 100 m südöstlich des Abzweiges nach Kössuln bzw. 700 m südöstlich des Abzweigs nach Nessa, 300 m südlich einer Brücke, nordöstliche Straßenseite (Karte) | Distanzstein | Preußischer Halbmeilenstein, große Glocke - 815 | 094 66136          | Baudenkmal     | Distanzstein |
| Wernsdorfer Straße 11 | Bauernhof    |                                                 | 094 97743          | Baudenkmal     |              |
| Wernsdorfer Straße 13 | Rittergut    |                                                 | 094 97744          | Baudenkmal     |              |
| Wernsdorfer Straße 16 | Bauernhaus   |                                                 | 094 97737          | Baudenkmal     |              |
| Wernsdorfer Straße 17 | Bauernhaus   |                                                 | 094 97739          | Baudenkmal     |              |

### Wildschütz
| Lage                                                                    | Bezeichnung    | Beschreibung                   | Erfassungs- nummer | Ausweisungsart | Bild           |
| ----------------------------------------------------------------------- | -------------- | ------------------------------ | ------------------ | -------------- | -------------- |
| Rosa-Luxemburg-Straße / Ecke Rudolf-Breitscheid-Straße (Karte)          | Kriegerdenkmal |                                | 094 85706          | Baudenkmal     | Kriegerdenkmal |
| Dorfstraße 7                                                            | Toranlage      | Helldorfsches Gut              | 094 85701          | Baudenkmal     |                |
| Dorfstraße 13                                                           | Mausoleum      | Erbbegräbnis Familie Schneider | 094 85702          | Baudenkmal     |                |
| Dorfstraße 26                                                           | Bauernhof      |                                | 094 85703          | Baudenkmal     |                |
| Friedensstraße 5                                                        | Wohnhaus       |                                | 094 85705          | Baudenkmal     | Wohnhaus       |
| Grube Anna Antonie 1, 2                                                 | Bergbaugebäude | Kontorgebäude und Wohngebäude  | 094 85704          | Baudenkmal     |                |
| Rudolf-Breitscheid-Straße (Karte)                                       | Kirche         |                                | 094 85708          | Baudenkmal     | Weitere Bilder |
| Rudolf-Breitscheid-Straße 1, 1a (Karte)                                 | Gutshof        |                                | 094 85710          | Baudenkmal     | Gutshof        |
| Rudolf-Breitscheid-Straße 44a nördlich von Nr. 44, hinter dem Pfarrhaus | Schule         | Neue Schule                    | 094 85709          | Baudenkmal     |                |

### Zaschendorf
| Lage                                          | Bezeichnung | Beschreibung | Erfassungs- nummer | Ausweisungsart | Bild |
| --------------------------------------------- | ----------- | ------------ | ------------------ | -------------- | ---- |
| Im Grunde östlich der Ortschaft               | Brücke      |              | 094 85074          | Baudenkmal     |      |
| Zaschendorfer Straße 2                        | Bauernhof   |              | 094 85072          | Baudenkmal     |      |
| Zaschendorfer Straße 7                        | Bauernhof   |              | 094 85070          | Baudenkmal     |      |
| Zaschendorfer Straße 10 südöstlicher Ortsrand | Scheune     |              | 094 85073          | Baudenkmal     |      |

## Ehemalige Kulturdenkmale nach Ortsteilen
Die nachfolgenden Objekte waren ursprünglich ebenfalls denkmalgeschützt oder wurden in der Literatur als Kulturdenkmale geführt. Die Denkmale bestehen heute jedoch nicht mehr, ihre Unterschutzstellung wurde aufgehoben oder sie werden nicht mehr als Denkmale betrachtet.

### Teuchern
| Lage                                                          | Bezeichnung             | Beschreibung | Erfassungs- nummer | Ausweisungsart | Bild |
| ------------------------------------------------------------- | ----------------------- | --- | ------------------ | -------------- | ---- |
| Bahnstraße 7, 9, 11, 13, 15, 17, 19, 21, 23                   | Straßenzeile            | Straßenzeile, nach dem Abbruch von zwei Häusern des Denkmalbereichs war die Denkmaleigenschaft nicht mehr gegeben. 2016 erfolgte die Austragung aus dem Denkmalverzeichnis. | 094 81189          | Denkmalbereich |      |
| Bahnstraße 9                                                  | Wohn- und Geschäftshaus | | 094 81193          |                |      |
| Goethestraße 1                                                | Bauernhof               | | 094 81205          |                |      |
| Goethestraße 16, 18, 20, Hohe Straße 1                        | Straßenzug              | | 094 81208          |                |      |
| Goethestraße 27, 29                                           | Häusergruppe            | | 094 81212          |                |      |
| Markt 8                                                       | Wohnhaus                | | 094 81219          |                |      |
| Mühlstraße                                                    | Mühle                   | | 094 81284          |                |      |
| Oberstraße 6 westlicher Teil                                  | Wohnhaus                | | 094 81223          |                |      |
| Oberstraße 11                                                 | Wohnhaus                | | 094 97777          |                |      |
| Oberstraße 16                                                 | Wohnhaus                | | 094 81226          |                |      |
| Osterstraße 9                                                 | Bauernhof               | Bauernhof Nach Baumaßnahmen ging die Denkmaleigenschaft verloren. 2023 erfolgte die Streichung aus dem Denkmalverzeichnis.                                                  | 094 81228          | Baudenkmal     |      |
| Osterstraße 4, 5, 6, 7, 8, 9, 10a, 10, 11, 12, 13, 14, 15, 16 | Straßenzug              | Straßenzug Nach Baumaßnahmen ging die Denkmaleigenschaft verloren. 2023 erfolgte die Streichung aus dem Denkmalverzeichnis.                                                 | 094 97778          | Denkmalbereich |      |
| Parkstraße 3                                                  | Wohnhaus                | Wohnhaus | 094 81229          |                |      |
| Parkstraße 7                                                  | Wohnhaus                | | 094 81230          |                |      |
| Probsteistraße 16                                             | Bauernhof               | | 094 81232          |                |      |
| Unterm Berge 15                                               | Wohnhaus                | | 094 81262          |                |      |
| Unterm Berge 16                                               | Wohnhaus                | | 094 81263          |                |      |
| Unterm Berge 17                                               | Wohnhaus                | | 094 81264          |                |      |
| Unterm Berge 18                                               | Wohnhaus                | | 094 81265          |                |      |
| Unterm Berge 19                                               | Wohnhaus                | | 094 81266          |                |      |
| Unterm Berge 21                                               | Wohnhaus                | | 094 81268          |                |      |
| Unterm Berge 24                                               | Wohnhaus                | | 094 81270          |                |      |
| Unterm Berge 25                                               | Wohnhaus                | | 094 81271          |                |      |
| Unterm Berge 28                                               | Wohnhaus                | | 094 81273          |                |      |
| Unterm Berge 29                                               | Wohnhaus                | | 094 81274          |                |      |
| Unterm Berge 35                                               | Wohnhaus                | | 094 81275          |                |      |
| Unterm Berge 37                                               | Bauernhof               | | 094 81277          |                |      |
| Weißenfelser Straße 7                                         | Bauernhof               | | 094 81282          |                |      |

### Bonau
| Lage         | Bezeichnung | Beschreibung | Erfassungs- nummer | Ausweisungsart | Bild |
| ------------ | ----------- | ------------ | ------------------ | -------------- | ---- |
| Dorfstraße 2 | Wohnhaus    |              | 094 87023          |                |      |

### Gröben
| Lage                            | Bezeichnung     | Beschreibung | Erfassungs- nummer | Ausweisungsart | Bild |
| ------------------------------- | --------------- | --- | ------------------ | -------------- | ---- |
| Gröbener Winkel 6               | Bauernhof       | | 094 86954          |                |      |
| Puschkinstraße                  | Straße          | | 094 86943          |                |      |
| Puschkinstraße 25 Friedensplatz | Gasthaus Ziller | Gasthaus, vor dem Jahr 2014 wurde das Haupthaus ohne Genehmigung abgerissen. 2015 erfolgte die Austragung aus dem Denkmalverzeichnis. | 094 86949          |                |      |

### Gröbitz
| Lage                | Bezeichnung        | Beschreibung                                                                                         | Erfassungs- nummer | Ausweisungsart | Bild |
| ------------------- | ------------------ | --- | ------------------ | -------------- | ---- |
| Marx-Engels-Platz 3 | Keller             | Keller nach einem Einsturz des Kellers wurde er im Jahr 2015 aus dem Denkmalverzeichnis ausgetragen. | 094 86676          |                |      |
| Marx-Engels-Platz 4 | Wirtschaftsgebäude | Wirtschaftsgebäude 2023 aus dem Denkmalverzeichnis gestrichen.                                       | 094 80033          | Baudenkmal     |      |
| Roter Weg 11        | Wirtschaftsgebäude | Wirtschaftsgebäude                                                                                   | 094 80031          |                |      |

### Kössuln
| Lage                        | Bezeichnung                              | Beschreibung                                                     | Erfassungs- nummer | Ausweisungsart | Bild |
| --------------------------- | ---------------------------------------- | ---------------------------------------------------------------- | ------------------ | -------------- | ---- |
| Kössulner Straße 4, 5, 6, 7 | Häusergruppe Kössulner Straße 4, 5, 6, 7 | Häusergruppe Im Jahr 2021 aus dem Denkmalverzeichnis gestrichen. | 094 97730          | Denkmalbereich |      |

### Kostplatz
| Lage         | Bezeichnung | Beschreibung | Erfassungs- nummer | Ausweisungsart | Bild |
| ------------ | ----------- | ------------ | ------------------ | -------------- | ---- |
| Kostplatz 9  | Bauernhof   |              | 094 85080          |                |      |
| Kostplatz 28 | Scheune     |              | 094 85082          |                |      |

### Krauschwitz
| Lage         | Bezeichnung | Beschreibung | Erfassungs- nummer | Ausweisungsart | Bild |
| ------------ | ----------- | ------------ | ------------------ | -------------- | ---- |
| Hufeisen 8   | Wohnhaus    |              | 094 85068          |                |      |
| Im Grunde 16 | Wohnhaus    |              | 094 85075          |                |      |

### Krössuln
| Lage                                            | Bezeichnung | Beschreibung | Erfassungs- nummer | Ausweisungsart | Bild |
| ----------------------------------------------- | ----------- | ------------ | ------------------ | -------------- | ---- |
| Heinichenweg 11                                 | Bauernhof   |              | 094 85054          |                |      |
| Heinichenweg 15, 16                             | Toranlage   |              | 094 85053          |                |      |
| Heinichenweg 59 unmittelbar westlich der Kirche | Küsterhof   |              | 094 85059          |                |      |
| Hugo-Grana-Straße 21                            | Bauernhof   |              | 094 85061          |                |      |

### Obernessa
| Lage                                                      | Bezeichnung    | Beschreibung | Erfassungs- nummer | Ausweisungsart | Bild |
| --------------------------------------------------------- | -------------- | ------------ | ------------------ | -------------- | ---- |
| Franz-Siglin-Straße 31, 32, 33                            | Häusergruppe   |              | 094 97727          |                |      |
| Franz-Siglin-Straße 32                                    | Wohnhaus       |              | 094 97728          |                |      |
| Franz-Siglin-Straße 60                                    | Wohnhaus       |              | 094 97729          |                |      |
| Kapellenende 8                                            | Wohnhaus       |              | 094 97717          |                |      |
| Kapellenende 19                                           | Scheune        |              | 094 97720          |                |      |
| Naumburger Straße 66                                      | Wohnhaus       |              | 094 97724          |                |      |
| Weißenfelser Weg Weißenfelser Weg, Ecke Naumburger Straße | Tagelöhnerhaus |              | 094 97726          |                |      |

### Plotha
| Lage                   | Bezeichnung             | Beschreibung | Erfassungs- nummer | Ausweisungsart | Bild |
| ---------------------- | ----------------------- | ------------ | ------------------ | -------------- | ---- |
| Wethauer Landstraße 15 | Wohn- und Geschäftshaus |              | 094 12208          |                |      |

### Prittitz
| Lage                                                                               | Bezeichnung | Beschreibung | Erfassungs- nummer | Ausweisungsart | Bild |
| ---------------------------------------------------------------------------------- | ----------- | --- | ------------------ | -------------- | ---- |
| Am Bahnhof 3                                                                       | Villa       | Villa | 094 80027          |                |      |
| Weißenfelser Straße 16, 18, 20, 22, 23, 24, 25, 26, 27, 28, 29, 30, 31, 32, 33, 35 | Straßenzug  | Straßenzug Die Denkmaleigenschaft ging durch Maßnahmen verloren. Im Jahr 2024 erfolgte die Streichung aus dem Denkmalverzeichnis. | 094 12245          | Denkmalbereich |      |

### Runthal
| Lage               | Bezeichnung  | Beschreibung | Erfassungs- nummer | Ausweisungsart | Bild |
| ------------------ | ------------ | ------------ | ------------------ | -------------- | ---- |
| Bachweg 18, 19, 20 | Häusergruppe |              | 094 86963          |                |      |

### Schortau
| Lage        | Bezeichnung | Beschreibung | Erfassungs- nummer | Ausweisungsart | Bild |
| ----------- | ----------- | --- | ------------------ | -------------- | ---- |
| Schortau 31 | Wohnhaus    | kleines Wohn-Stallhaus aus der ersten Hälfte des 19. Jahrhunderts, durch Verfall ging die Denkmaleigenschaft verloren, im Jahr 2017 erfolgte die Austragung aus dem Denkmalverzeichnis | 094 81292          | Baudenkmal     |      |

### Trebnitz
| Lage                     | Bezeichnung | Beschreibung | Erfassungs- nummer | Ausweisungsart | Bild |
| ------------------------ | ----------- | ------------ | ------------------ | -------------- | ---- |
| Trebnitzer Dorfstraße 4  | Bauernhof   |              | 094 66121          |                |      |
| Trebnitzer Dorfstraße 31 | Wohnhaus    |              | 094 66127          |                |      |

### Unternessa
| Lage          | Bezeichnung | Beschreibung | Erfassungs- nummer | Ausweisungsart | Bild |
| ------------- | ----------- | ------------ | ------------------ | -------------- | ---- |
| Dorfstraße 25 | Bauernhof   |              | 094 97698          |                |      |

### Wernsdorf
| Lage                                         | Bezeichnung    | Beschreibung                                                            | Erfassungs- nummer | Ausweisungsart | Bild |
| -------------------------------------------- | -------------- | ----------------------------------------------------------------------- | ------------------ | -------------- | ---- |
| Wernsdorfer Straße 7                         | Bauernhof      |                                                                         | 094 97742          |                |      |
| Wernsdorfer Straße 19                        | Tagelöhnerhaus | Tagelöhnerhaus 2022 nach Abbruch aus dem Denkmalverzeichnis gestrichen. | 094 97738          | Baudenkmal     |      |
| Wernsdorfer Straße 20                        | Wohnhaus       |                                                                         | 094 97736          |                |      |
| Wernsdorfer Straße ohne Hausnummer           | Bauernhof      |                                                                         | 094 97741          |                |      |
| Wernsdorfer Straße ohne Hausnummer, 7, 9, 11 | Straßenzeile   |                                                                         | 094 97740          |                |      |

### Wildschütz
| Lage                     | Bezeichnung | Beschreibung | Erfassungs- nummer | Ausweisungsart | Bild |
| ------------------------ | ----------- | ------------ | ------------------ | -------------- | ---- |
| Rosa-Luxemburg-Straße 12 | Wohnhaus    |              | 094 85707          |                |      |

## Legende
In den Spalten befinden sich folgende Informationen:
- Lage: Nennt den Straßennamen und wenn vorhanden die Hausnummer des Kulturdenkmals. Die Grundsortierung der Liste erfolgt nach dieser Adresse. Der Link „Karte“ führt zu verschiedenen Kartendarstellungen und nennt die geographischen Koordinaten.
Link zu einem Kartenansichtstool, um Koordinaten zu setzen. In der Kartenansicht sind Baudenkmale ohne Koordinaten mit einem roten bzw. orangen Marker dargestellt und können in der Karte gesetzt werden. Baudenkmale ohne Bild sind mit einem blauen bzw. roten Marker gekennzeichnet, Baudenkmale mit Bild mit einem grünen bzw. orangen Marker.
- Offizielle Bezeichnung: Nennt den Namen, die Bezeichnung oder zumindest die Art des Kulturdenkmals und verlinkt, soweit vorhanden, auf den Artikel zum Objekt.
- Beschreibung: Nennt bauliche und geschichtliche Einzelheiten des Kulturdenkmals, vorzugsweise die Denkmaleigenschaften.
- Erfassungsnummer: Für jedes Kulturdenkmal wird in Sachsen-Anhalt eine 20stellige Erfassungsnummer vergeben. Die letzten zwölf Ziffern werden für die Untergliederung nach Teilobjekten genutzt und werden nur angegeben, soweit vergeben. In dieser Spalte kann sich folgendes Icon  befinden, dies führt zu Angaben zu diesem Baudenkmal bei Wikidata.
- Ausweisungsart: Die Einordnung des Denkmales nach § 2 Abs. 2 DenkmSchG LSA
- Bild: Ein Bild des Denkmales, und gegebenenfalls einen Link zu weiteren Fotos des Kulturdenkmals im Medienarchiv Wikimedia Commons. Wenn man auf das Kamerasymbol klickt, können Fotos zu Kulturdenkmalen aus dieser Liste hochgeladen werden: